# ببغاء ابيض البطن
ببغاء ابيض البطن (باللاتينية: Pionites leucogaster) (بالإنجليزية: White-bellied parrot)‏ ، هو نوع ينتمي إلى بستاكيداي (فصيلة: Psittacidae) .